# Rupert Hamer
Rupert James Hamer, znany jako Dick Hamer, od 1982 Sir Rupert Hamer (ur. 29 lipca 1916 w Kew koło Melbourne, zm. 23 marca 2004 tamże) – australijski polityk
Ukończył studia prawnicze na Uniwersytecie w Melbourne. Brał udział w kampaniach II wojny światowej (Tobruk, Nowa Gwinea, Normandia). Po wojnie rozpoczął pracę w kancelarii adwokackiej, a także działalność polityczną jako członek Partii Liberalnej.
Od 1958 był członkiem Zgromadzenia Ustawodawczego stanu Victoria. W 1962 rozpoczął pracę w rządzie stanowym pod kierownictwem Henry’ego Bolte, od 1971 był wicepremierem i szefem kancelarii szefa rządu. 1972 zastąpił Bolte na stanowisku premiera rządu stanowego Victoria.
Utworzył nowy urząd – ministra sztuki (sam objął tekę); uczynił ochronę dóbr kultury jednym z elementów swojej polityki. Rząd pod jego kierownictwem przeprowadzał reformy w duchu liberalnym (poprzedni premier Bolte uchodził za reprezentanta skrzydła konserwatywnego w Partii Liberalnej). W programie działań znalazła się także ochrona praw konsumenckich. Liczne skandale ekipy rządzącej, a także konflikt wewnątrzpartyjny skłoniły Hamera do rezygnacji w czerwcu 1981. Jego następca, Lindsay Thompson, nie zdołał uchronić liberałów od pierwszej od 27 lat porażki w wyborach lokalnych i władzę przejęła Partia Pracy.